# Saint-Jean-de-Thurac
Saint-Jean-de-Thurac é uma comuna francesa na região administrativa da Nova Aquitânia, no departamento Lot-et-Garonne. Estende-se por uma área de 5,15 km². Em 2010 a comuna tinha 577 habitantes (densidade: 112 hab./km²).